# Ascalenia jerichoella
Ascalenia jerichoella ist ein Schmetterling (Nachtfalter) aus der Familie der Chrysopeleiidae.

## Merkmale
Die Falter erreichen eine Flügelspannweite von 6 Millimeter. Der Kopf ist braun, die lateralen Schuppen des Scheitels (Vertex) haben helle Spitzen. Die Fühler glänzen braun, in der apikalen Hälfte sind sie mehr gräulich und leicht sägeförmig. Thorax und Tegulae glänzen dunkelbraun und haben Schuppen mit hellen Spitzen. Der Thorax ist hinten heller. Die Vorderflügel glänzen dunkelbraun. Zur Zeichnung gehören zwei weißliche Binden. Die erste Binde ist unregelmäßig und unvollständig, sie befindet sich bei 1/3 der Vorderflügellänge. Die zweite Binde ist vollständig und liegt bei 2/3 der Vorderflügellänge. Sie ist in der Mitte am breitesten, dort befinden sich mittig einige braune Schuppen. Die Fransenschuppen sind am Apex braun und in Richtung des Flügelinnenrandes bräunlich grau. Die Hinterflügel glänzen hellgrau, sie sind an der Costalader und in Richtung Apex mehr bräunlich. Die Fransenschuppen sind fahl ockergrau.
Die Genitalarmatur der Männchen ist unbekannt.
Bei den Weibchen ist die schlitzförmige Ausbuchtung des siebenten Sternits lang und sehr schmal. Die Falte ist ziemlich flach, der hintere Rand ist leicht gekrümmt. Das Sterigma hat am Ostium die Form einer gewölbten sklerotisierten Platte. Das Sterigma und die Ausbuchtung sind von zwei großen ovalen Bereichen umschlossen, die eine netzartige Struktur haben. Der Ductus bursae ist lang. Er ist am Ostium breit und verjüngt sich in Richtung Corpus bursae. Er verläuft in anderthalb Windungen und ist mit einem schmalen, sklerotisierten Band versehen. Das Corpus bursae ist eiförmig und hat zwei hornförmige Signa.

## Verbreitung
Ascalenia jerichoella ist in Israel verbreitet.

## Biologie
Die Biologie der Art ist unbekannt. Der Holotypus wurde im Mai am Licht gesammelt.

## Belege
1. 1 2 3 4 5  J. C. Koster, S. Yu. Sinev: Momphidae, Batrachedridae, Stathmopodidae, Agonoxenidae, Cosmopterigidae, Chrysopeleiidae. In: P. Huemer, O. Karsholt, L. Lyneborg (Hrsg.): Microlepidoptera of Europe. 1. Auflage. Band 5. Apollo Books, Stenstrup 2003, ISBN 87-88757-66-8, S. 180 (englisch).